# Hyloxalus nexipus
Hyloxalus nexipus es una especie de anfibio anuro de la familia Dendrobatidae.

## Distribución geográfica
Esta especie habita en la provincia de Morona-Santiago en Ecuador y en las regiones de Amazonas, Loreto y San Martín en Perú entre los 500 y 1550 m de altitud.

## Descripción
Los machos miden de 20.0 a 23.9 mm y las hembras de 18.8 a 23.0 mm.

## Publicación original
- Frost, 1986 : A new Colostethus (Anura: Dendrobatidae) from Ecuador. Proceedings of the Biological Society of Washington, vol. 99, n.º 2, p. 214-217[5]